# دستور إيطاليا
دخل الدستور الإيطالي حيز التنفيذ في إيطاليا في 1 يناير 1948 وقد كان الدستور حصاد سنتين من العمل بالمجلس التأسيسي الذي تم تعين أعضائه بالاقتراع في 2 يونيو 1946 وفي نفس الوقت تم إجراء استفتاء نظامي عليه.
وهذا الدستور يشمل في عناصره الرئيسية قيم الحكومة الديموقراطية: الحرية – العدالة – السلام.

## المواد الأساسية
- المادة 1: إيطاليا جمهورية ديموقراطية مبنية على العمل وأن الحكم للشعب يمارسه من خلال مواد الدستور.
- المادة 2: تعترف الجمهورية وتقر بحقوق المواطن سواء كفرد أو كجماعات التي من خلالها ويتطلب ذلك منه القيام كشخص بواجباته السياسية أو الاقتصادية أو الاجتماعية.
- المادة 3: كل المواطنون لديهم نفس الحقوق ويتساوون أمام القانون من دون تفريق بين جنس أو نوع أو لغة أو دين أو رأي سياسي أو حالة اجتماعية، ويتوجب على الجمهورية إزالة العقبات والصعوبات الاقتصادية والاجتماعية لأن هذه العقبات تعوق التساوي بين المواطنين ولأنها تقف حائل ضد الإنسان وأيضًا يمكن لكل العمال الاشتراك في المنظمات السياسية والاجتماعية والاقتصادية للبلد.
- المادة 11: ترفض إيطاليا الحروب كأداة لإهانة حرية الشعوب الأخرى أو كطريقة لحل الخلافات الدولية.
- المادة 139: النظام الجمهوري غير قابل للتغير مطلقا.